# Fritz Stiedry
Fritz Stiedry (geboren 11. Oktober 1883 in Wien, Österreich-Ungarn; gestorben 8. August 1968 in Zürich) war ein österreichisch-US-amerikanischer Dirigent.

## Leben
Stiedry studierte gleichzeitig Komposition bei Eusebius Mandyczewski am Konservatorium Wien und Jurisprudenz an der Universität Wien, was er mit dem Dr. iur. abschloss. Den endgültigen Wechsel zur Musik verdankte er Gustav Mahler, auf dessen Empfehlung er 1907 Assistent bei Ernst von Schuch an der Dresdner Semperoper wurde.
Dies führte zu einer Reihe von Kapellmeisterposten in Prag, Teplitz, Posen, Nürnberg und Kassel. Von 1914 bis 1923 war Stiedry Erster Kapellmeister an der Hofoper Berlin und 1924 bis 1925 Musikchef sowie Ko-Direktor der Volksoper Wien, wo er 1924 die Uraufführung von Arnold Schönbergs Oper Die glückliche Hand dirigierte. Es folgten bis 1929 Gastdirigate in Italien, Spanien, Skandinavien und der Sowjetunion.
Ab 1929 wirkte er an der Städtischen Oper Berlin, wo er Nachfolger von Bruno Walter wurde. Hier dirigierte er vor allem Verdi und Wagner, aber auch u. a. 1932 die Uraufführung von Kurt Weills Die Bürgschaft. Seit 1932 war Stiedry mit der Schauspielerin, Sängerin und Rezitatorin Erika Wagner (1890–1974) verheiratet.
Nach der Machtergreifung durch die Nationalsozialisten 1933 wurde Stiedry entlassen und emigrierte zunächst in die Sowjetunion. Dort war er von 1933 bis 1937 Chefdirigent der Leningrader Philharmoniker. Dort leitete er u. a. die Uraufführung des 1. Klavierkonzerts von Schostakowitsch, der selbst den Solopart spielte. Stiedry erhielt jedoch 1937 kein Einreisevisum in die Sowjetunion mehr und wanderte 1938 in die Vereinigten Staaten aus.
Unter der Leitung von Stiedry wurden dort Werke von Johann Sebastian Bach und Joseph Haydn aufgeführt, die bis zu diesem Zeitpunkt selten in den USA gespielt wurden. 1940 dirigierte er in New York die Uraufführung von Arnold Schönbergs 2. Kammersinfonie; auf dem Programm standen zudem das erste und vierte Brandenburgische Konzert von Bach. Ab 1945 wandte er sich wieder der Oper zu und arbeitete bis 1946 am Opernhaus in Chicago und bis 1958 an der Metropolitan Opera in New York, wo er über 300 Aufführungen leitete. Außerdem dirigierte er 1953 bis 1954 an der Glyndebourne Festival Opera Wagners Ring und Beethovens Fidelio. 1958 zog er mit seiner Frau nach Zürich.
Er schrieb Kammermusik, hinterließ eine unvollendete Oper und trat auch als Schriftsteller hervor.

## Nachgelassene Oper
- Der gerettete Alkibiades (unvollendet, Text Georg Kaiser)